# Paoua (subprefektur)
Paoua är en subprefektur i Centralafrikanska republiken.   Den ligger i prefekturen Préfecture de l'Ouham-Pendé, i den västra delen av landet, 400 km nordväst om huvudstaden Bangui.
Omgivningarna runt Paoua är huvudsakligen savann. Runt Paoua är det glesbefolkat, med 18 invånare per kvadratkilometer.